# NGC 4039
NGC 4039 је спирална галаксија у сазвежђу Гавран која се налази на NGC листи објеката дубоког неба.
Деклинација објекта је - 18° 53' 8" а ректасцензија 12h 1m 53,8s. Привидна величина (магнитуда) објекта NGC 4039 износи 10,4 а фотографска магнитуда 11,0. NGC 4039 је још познат и под ознакама ESO 572-48, MCG -3-31-15, UGCA 265, ARP 244, VV 245, Antennae, PGC 37969.